# 1700 în literatură
- 1699 în literatură — 1700 în literatură — 1701 în literatură

Anul 1700 în literatură a implicat o serie de evenimente și cărți noi semnificative.

## Evenimente
- 1 februarie – Richard Bentley devine director al  Colegiul Trinity, Cambridge.[1]
- La începutul lunii martie – Comedia William Congreve The Way of the World este reprezentată pentru prima dată la Teatrul Nou, Lincoln's Inn Fields din Londra.[2][3]
- 5 mai – La doar câteva zile după moartea lui John Dryden pe 1 mai, ultima sa lucrare scrisă, The Secular Masque, este interpretată ca parte a versiunii lui Vanbrugh a piesei The Pilgrim.

## Non-ficțiune
- Mary Astell - Some Reflections upon Marriage, nonfiction[4]
- Jeremy Collier - A Second Defence of the Short View of the Profaneness and Immorality of the English Stage &c (vezi 1698 în literatură)[4]
- Francis Moore - Vox Stellarum: An almanac for 1701, non-ficțiune[4] (inițial într-o serie de almanahuri de astrologie)
- Sir William Temple - Letters Written by Sir W. Temple, and Other Ministers of State, Both at Home and Abroad, non-ficțiune (editată de Jonathan Swift)[4]
- Ned Ward - A Step to the Bath: With a character of the place, publicat anonim[4]
- The Clothier's Delight or the Rich Men's Joy and the Poor Men's Sorrow" (dată aproximativă).

## Ficțiune
- Aphra Behn (decedată în 1689) – Histories, Novels, and Translations (ficțiune și non-ficțiune)[4]
- Tom Brown – Amusements Serious and Comical[4]
- Gatien de Courtilz de Sandras – Mémoires de Monsieur d'Artagnan
- Peter Anthony Motteux, editor – The History of the Renown'd Don-Quixote de la Mancha, tradus de mai mulți autori, Volumul 1 (Volumele 2–4 publicate în 1712 în a treia ediție)[4]

## Poezie
- Richard Blackmore – A Satyr Against Wit[4]
- Thomas Brown – A Description of Mr. Dryden's Funeral, versuri[4]
- Samuel Cobb – Poetae Britannici[4]
- Daniel Defoe – The Pacificator[4]
- Sor Juana Inés de la Cruz – Fama y obras póstumas del Fénix de México[5]
- William King – The Transactioneer With Some of his Philosophical Fancies (satiră a Philosophical Transactions)[4]
- John Pomfret – Reason[4]
- John Tutchin – The Foreigners, publicată anonim (satiră versificată despre miniștrii olandezi ai lui William III; Daniel Defoe a răspuns cu The True-Born Englishman în 1701)[4]
- Ned Ward – The Reformer[4]

## Nașteri
- 2 februarie – Johann Christoph Gottsched, filosof german (decedat în 1766)
- 25 mai – Nicolaus Ludwig Zinzendorf, teolog german (decedat în 1760)
- 11 septembrie – James Thomson, poet scoțian (decedat în 1748)
- 25 noiembrie – Kata Bethlen, memorialistă și corespondență maghiară (decedată în 1759)

## Decese
- 7 ianuarie – Raffaello Fabretti, anticvar italian (născut în 1618)[6]
- 14 martie – Henry Killigrew, cleric, poet și dramaturg englez (născut în 1613)
- 12 mai
  - Joseph Athias, editor de origine spaniolă al Bibliei ebraice (născut în 1635)
  - John Dryden, poet englez (născut în 1631)
- Iulie – Thomas Creech, traducător englez (născut în 1659; sinucidere)
- 6 august – Johann Beer, autor austriac, funcționar de curte și compozitor (născut în 1655; accident de vânătoare)
- 8 august – Joseph Moxon, matematician și lexicograf englez (născut în 1627)
- 22 august – Carlos de Sigüenza y Góngora, preot mexican, poet, geograf și istoric (născut în 1645)[7]
- Dată necunoscută – Charles Hopkins, poet și dramaturg anglo-irlandez (născut în 1664)[8]